# Mathias Gabler
Mathias Gabler (* 24. Februar 1736 in Spalt in Mittelfranken; † 20. März 1805 in Wemding) war ein Wissenschaftler, Hochschullehrer, römisch-katholischer Priester, Jesuit und Schulreformator.

## Leben
Gabler kam im 3. Lebensjahr mit seinem Vater Johann Georg, einem Kupferschmied, und seiner Mutter Eva Ludwig, Tochter eines Spalter Ratsherrn, nach Wemding. Hier wuchs er auf. 1754 trat er in Landsberg in den Jesuitenorden ein und studierte 1757 bis 1759 an der Universität Ingolstadt Philosophie und an der Universität Dillingen Theologie. Nach der Priesterweihe wurde der Jesuitenpater 1770 Professor der Philosophie in Ingolstadt, wo er Logik und ab 1772 theoretische und experimentelle Physik lehrte. 1773 wurde der Jesuitenorden aufgehoben; Gabler war nunmehr Weltgeistlicher. Ab 1775 lehrte er auch Ökonomie und Landwirtschaft. Als Physiker trat er für eine Aufwertung der Mathematik an der Universität ein, indem er sie 1773 in einem Gutachten für „ohnentbehrlich“ erklärte.
Gabler war Mitglied der Erfurter Akademie der Wissenschaft und der Jenensischen „Gelehrten Gesellschaft“. Nach elf Jahren ging er von der Universität ab und wurde 1782 (nach Buchners Necrologium falsch: 1784) Stadtpfarrer in Wemding. Zwar betätigte er sich hier nicht mehr wissenschaftlich, blieb aber eine bedeutende Persönlichkeit, der 1785 bis 1787 der kurpfälzische und kurbayerische Adelige und Bücherzensurrat Johann Caspar von Lippert (1729–1800) seinen Sohn zur Erziehung anvertraute. Wohl in Wahrnehmung dieser Aufgabe sorgte sich Gabler um die Wemdinger Schule, ließ die Schulzimmer verbessern und neue Schulbücher anschaffen.

## Würdigung
Als Wissenschaftler führte Gabler in seinen Hauptwerken das gesamte einschlägige Wissen seiner Zeit zusammen. Er kannte und beherrschte die gängigen Theorien und hatte ihre Vertreter gelesen. Zumindest in der Erforschung des Magnetismus stand er an der Spitze der wissenschaftlichen Erkenntnis seiner Zeit.

## Veröffentlichungen (Auswahl)
- Dissertatio de vaporibus atque meteoris aqueis. Ingolstadt 1773.
- Dissertatio physica de vasis capillaribus, quid ex his in corpore animali aeque vegetabili explicari possit ac debeat. Ingolstadt 1774.
- Wie man einen Weyer von seinem Geröhre ohne Ableitung des Wassers reinigen kann? Ein ökonomischer Versuch nach d. Gründen d. Naturlehre so wie sie erkläret ... Mathias Gabler. Attenkhover, Ingolstadt 1774.
- Der Instrumentalton, eine physikalische Abhandlung. Ingolstadt 1775, Nachdruck Brüssel 1776.
- Abhandlung von den Kräften der Körper. Ingolstadt 1776.
- Naturlehre. 5 Teile, München 1776–79.
- Theoria magnetis. Ingolstadt 1781.